# バレンタイン・ストラッサー

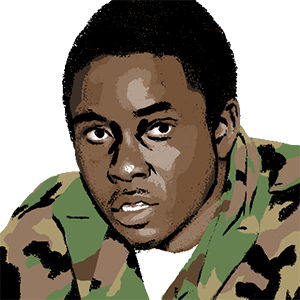
ボイス・オブ・アメリカが作成した肖像画

バレンタイン・エセグラグボー・メルヴィン・ストラッサー（Valentine Esegragbo Melvine Strasser、1967年4月26日 - ）は、シエラレオネの軍人、政治家。元国家最高評議会議長。

## 人物
ストラッサーは1967年にフリータウンで解放奴隷の子孫クリオとして生まれた。
ストラッサーは、シエラレオネの軍人となり、シエラレオネ内戦の渦中にあった1992年、大尉であったストラッサーはサール・サンディ中尉、ソロモン・ムサ中尉、トム・ニュマ中尉、コンバ・モンデー大尉らの、給料未払いに不満を持つ他の若い兵士ら同志を中心の将校のグループと共に軍事クーデターを起こした。そして大統領だったジョセフ・サイドゥ・モモとモモ政権の基盤だった全人民会議（APC）を打倒し、政権を奪取。26歳にしてシエラレオネの元首に就任し、世界最年少の国家指導者となった。その際、国家暫定統治会議（NPRC）を設立している。
クーデター当時、モモ政権は内戦は東部地域だけだと判断し、公約の議会及び大統領選挙は形だけ程度のもので済まそうとしていた。また、人々も更なる争乱と無秩序を避けようとそれを黙認していた。このようなモモ大統領の政治や人々の反応に、若い将校達は不満を募らせていた。そして1992年にストラッサーはフリータウンに移動し、40人の兵士を動員した。クーデターが成功すると、混乱した国を立て直しを期待するシエラレオネの人々は、若きストラッサーを歓迎した。
しかし、人々が失望するまでに時間はそうかからなかった。ストラッサーの実権掌握後、早期復帰を約束していた民政はなかなか実現されなかった。更にアハメド・フォディ・サンコー率いる反政府勢力の革命統一戦線（RUF）がゲリラ戦術に転換すると戦況は劣勢となり、RUFが首都フリータウン近くにまで迫るなど国は更に混乱して行った。1993年ストラッサーはRUFに対し一方的に休戦を宣言し、RUF側の兵士に大赦を与えた。
1992年から1993年の間にストラッサーは国の治安の悪さを自らの権力強化に利用し、1995年には民間軍事会社エグゼクティブ・アウトカムズと契約を結び戦況の好転にも成功した。しかし1996年1月に政権内部で起きたジュリウス・マーダ・ビオ准将によるクーデターによって権力を追われ、イギリスに逃亡した。
そして、ウォーリック大学で法学を勉強したが、1998年に中退。職員をしていたが、シエラレオネ人学生の抗議を受けて解雇され、2000年の時には失業していた。同年、元交際相手の女性の自動車を傷つけたとして、逮捕されている。
その後ガンビアに出発したが、入国を拒否され、最終的にシエラレオネに帰国しフリータウン郊外にあるグラフトンで母親と貧困生活の中で同居して暮らしながら、ICT研究所で若者にコンピュータースキルを提供していた。
アムネスティ・インターナショナルはストラッサーが権力を揮っていた時期に殺人が拷問が行われていたとして、ストラッサーを裁判にかけるよう主張している。
2019年1月に重病になり治療の為、ガーナにある病院に送られた。それ以降、ストラッサーはシエラレオネに帰国していない。